# مبخار
المِبخار أو مقياس التبخر هو أداة علمية تستخدم لقياس معدل التبخر من السطوح الرطبة أو الجو ، واخترعت من قبل مهندس وعالم الرياضيات الإسكتلندي السير جون ويزلي.
ويمكن انشاؤها عن طريق استخدام لوحة مسطحة مسامية (باستخدام ورق ترشيح ، على سبيل المثال) التي يمكنها امتصاص المياه من مصدر يمكن فيه قياس الحجم ( أسطوانة مدرجة ، على سبيل المثال).عندما يتبخر الماء من على السطح، فإنها تميل إلى جذب مزيد من المياه من المياه بها من خلال الخاصية الشعرية لتحل محل المياه المفقودة عن طريق التبخر. و بقياس كمية المياه المتبقية في الاسطوانة يمكن تحديد نسبة التبخر.و باستخدام مساحة اللوحة، ويمكننا أيضا تحدي معدل التبخر في وحدة المساحة.

## مبخار بيشي
مبخار بيشي هو جهاز يستخدم لمعرفة كمية المياه المفقودة بالتبخر من سطح مبلل بالماء, ويتألف هذا الجهاز من أنبوبة زجاجية مدرجة طولها 22.5 سم مملؤة بالماء، طرفها العلوي مغلق، وطرفها السفلي مفتوح ومنكس فوق ورقة نشاف، وتدل سرعة انخفاض الماء في الانبوبة على نشاط عملية التبخر وكمية المياه المتبخرة.